# 亨麗埃特·夏洛特 (拿騷-伊德施泰因)
亨麗埃特·夏洛特（德語：Henriette Charlotte，1693年11月9日—1734年4月8日），薩克森-梅澤堡公爵夫人，拿騷-伊德施泰因伯爵格奧爾格·奧古斯特的女兒。

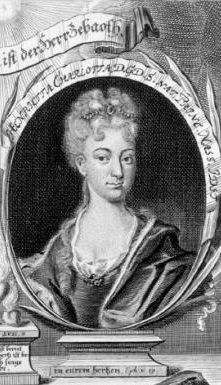
亨麗埃特·夏洛特

1711年，亨麗埃特·夏洛特與薩克森-梅澤堡公爵莫里茲·威廉結婚，兩人沒有子女。